# Константиновский, Арон Хаймович
Арон Хаймович (Аркадий Ефимович) Константи́новский (1922 — ?) — советский энергетик, специалист в области телемеханики, лауреат Сталинской премии (1951).

## Биография
Родился 10 августа 1922 года.
С 1945 года работал инженером в Управлении Мосэнерго.
Автор первых советских устройств телемеханики, которые в 1951 году были установлены в 5-м районе ВВС Мосэнерго (позднее — Ногинские электрические сети).
Сочинения:
- Эксплуатация устройств телемеханики [Текст] : (Из опыта системы Мосэнерго) / А. Е. Константиновский, В. Н. Разгон ; Глав. энергет. упр. при Госплане СССР «Союзглавэнерго». Гос. трест по организации и рационализации район. электр. станций и сетей «Оргрэс». — Москва ; Ленинград : Госэнергоиздат, 1961. — 71 с. : черт.; 20 см.
- Телесигнализация методом измерения (ТСИ) [Текст] / И. М. Бердичевский, А. Е. Константиновский, В. Н. Разгон. — Москва : [б. и.], 1961. — 12 с. : черт.; 26 см. — (Передовой научно-технический и производственный опыт Автоматизация/ Гос. науч. техн. ком. Совета Министров РСФСР. Центр. ин-т техн.-экон. информации. Системы телемеханизации; № А-61-17/1. Тема 30; Вып. 1).
- Комплексная автоматизация и телемеханизация высоковольтных сетей [Текст] : (Из опыта Мосэнерго) / И. М. Бердичевский, А. Е. Константиновский, Ф. И. Синьчугов ; М-во энергетики и электрификации СССР. Техн. упр. по эксплуатации энергосистем. Всесоюз. гос. трест по организации и рационализации район. электр. станций и сетей «Оргрэс». — Москва : Энергия, 1967. — 92 с. : ил.; 20 см.

## Признание
- Сталинская премия второй степени (1951) — за автоматизацию и телемеханизацию Узбекской и Московской энергосистем